# El Tigre (miasto)
El Tigre − miasto w północno-wschodniej Wenezueli, w stanie Anzoátegui, na Nizinie Orinoko.
Ludność 201 tys. mieszkańców (2012); ośrodek wydobycia ropy naftowej; przemysł rafineryjny; węzeł drogowy.